# 平和統一聯合
平和統一聯合（へいわとういつれんごう、英語: Federation for Peace and Unification; FPU）は、世界平和統一家庭連合（旧統一教会）の関連団体。朝鮮半島の南北統一を目標に掲げ、2004年7月に設立された。

## 概要・沿革
2004年7月4日、在日韓国・朝鮮人を中心として、東京全日空ホテル（現・ANAインターコンチネンタルホテル東京）で平和統一聯合の創設大会が開かれた。基調講演で講演者は、朝鮮戦争について「緻密に計画された北韓の侵攻の前に備えることができなかった韓国が、国権をなくすしかない危機に直面したとき、UN軍の参加で立ち直った」「天運が世界を動員して韓国を守った」と語り、「神様は、韓民族が人類のために分断の十字架を背負うようにされた」「神様は、文鮮明先生を救世主であり、メシア、再臨主である真の父母として送られ、その中心使命を果たすようにされた」と、旧統一教会の創設者の名を挙げて自らの持つ「歴史」観を説明した。「韓半島での対立闘争が克服され平和統一が成就されれば、世界と人類全体が真なる平和統一に至る道となる」と団体設立の趣旨を述べて、「全ての同胞たちよ！日本民族よ！一丸となって世界統一の模型となる韓半島平和統一のために天意に従って精誠を集めて歴史的な御旨を成就しましょう」と結んだ。
創設大会は参院選の直前であり（7月11日投開票）、壇上には自民党と民主党の衆議院議員3人が上がった。玉澤徳一郎と河野太郎の祝辞が読み上げられ、小此木八郎と室井邦彦の祝辞は名前だけが紹介された。
初代会長には具末謨が就任した。
公安調査庁が2005年1月に発行した報告書「内外情勢の回顧と展望」において、平和統一聯合は「不透明な朝鮮半島情勢を背景に、我が国において、在日韓国・朝鮮人の糾合を目的とする新組織」と表現された。2006年1月発行の同報告書では「特異集団は、社会通念とかけ離れた主義・主張を掲げ、平成17年中も、これに基づいた特異な活動を展開した」と記し、特異集団は「『朝鮮半島の統一』を標榜して、我が国で在日韓国・朝鮮人を糾合する新組織」への結集を目指した、と記した。なお、第1次安倍政権下の2007年分では「特異集団」の項目がなくなった。2022年8月15日、政府は、辻元清美参議院議員の質問主意書に答え、「特異集団」は世界平和統一家庭連合だとする答弁書を閣議決定した。
2013年8月3日、日韓トンネル建設を推進し、文鮮明の死去1周年を追慕する自転車イベント「平和統一祈願！全国自転車縦走企画2013」が北海道の宗谷岬でスタートした。8月16日には鹿児島県の佐多岬から北上するチームが出発した。同イベントは「ピースバイク」と名付けられ、平和統一聯合が主催した。ピースバイクは2015年に「ピースロード」と改称され、運営母体も天宙平和連合に移るが、以後も同イベントに関わる。金榮翯会長と金源植事務総長は「PEACE ROAD 2016 in Japan 中央実行委員会」の役員に名を連ねた。また、日韓トンネルの勉強会も行っている。
2022年7月5日、創設18周年記念大会を新宿文化センター大ホールで開催。金榮翯会長は会員が1万人を超えたことについて感謝を示し、日本統一教会会長の田中富広、国際勝共連合会長の梶栗正義が祝辞を述べた。
2023年11月9日、初の女性会長として、姜京姫氏が中央本部会長に就任した。

## 所在地
所在地は東京都新宿区新宿5-13-2成約ビル2F。成約ビルの概要および主な入居団体は下記のとおり（2022年8月の時点）。
- 建物名称：成約ビル
- 所在地：東京都新宿区新宿5-13-2
- 建物規模：地上5階

| 5F | UPF-Japan、平和大使協議会 |
| 4F | 真の家庭運動推進協議会、一般財団法人国際ハイウェイ財団、日本純潔同盟、 世界平和宗教連合、孝情教育文化財団、宗教新聞社、統一思想研究院 |
| 3F | 世界平和統一家庭連合東京同胞教会 |
| 2F | 世界平和教授アカデミー、世界平和青年学生連合、平和統一聯合、 アジアと日本の平和と安全を守る全国フォーラム、日韓トンネル推進全国会議   |
| 1F | （セミナールーム） |